# Microchera
Microchera là một chi chim trong họ Trochilidae.

## Các loài
Có 3 loài trong chi này:
- Microchera albocoronata
- Microchera chionura
- Microchera cupreiceps